# Орлове (Смолевицький район)
Орлове (біл. вёска Арлова) — село в складі Смолевицького району Мінської області, Білорусь. Село підпорядковане Жодинській сільській раді, розташоване в центральній частині області.